# Liesbet Van Breedam
Liesbet Van Breedam (Willebroek, 27 januari 1979) is een Belgisch volleybalster.

## Levensloop
Van Breedam begon haar professionele carrière in 1998 bij Asterix Kieldrecht, waarmee ze tweemaal landskampioen (20001 en 2001) en bekerwinnaar (1999 en 2001) werd. Ook won ze met Asterix in 2000-'01 de Supercup en de Top Teams Cup. Vervolgens was ze aan de slag bij Bell's Temse en Eburon Tongeren, waarmee ze in 2002-'03 haar derde landstitel en Beker van België won. In 2003 keerde ze terug naar Asterix en hierop aansluitend was ze aan de slag bij het Franse USSPA Albi Volley-Ball. In seizoen 2006-'07 kwam ze uit voor VDK Gent.
Daarnaast was ze actief in het beachvolleybal, waarin ze zevenmaal Belgisch kampioene werd. In 2000 met Greet Neyens, in 2001 en 2002 met Kristien Van Lierop en in 2006, 2007, 2009 en 2010 met Liesbeth Mouha. Daarnaast behaalde ze er in 1998 met Greet Neyens en in 2003 met Liesbet Vindevoghel zilver en in 2004 met Svetlana Ilić brons. Ook nam ze met Mouha deel aan de Olympische Zomerspelen van 2008. Ze bereikten er de 1/8e finales, waarin het duo May-Treanor/Walsh te sterk bleek. In de eindranking bekleedde ze de 9e plaats. Tevens behaalde ze in 2006 zilver op de FIVB Challenger en een vijfde (2008) en vierde (2009) plaats op de Europese kampioenschappen. In 2010 scheidde de wegen van Van Breedam en Mouha. Later vormde ze een duo met Stephanie Van Bree.
In 2013 nam ze afscheid van de topsport en ging ze een nieuwe uitdaging aan bij de politie. In 2018 begon ze met haar echtgenoot een beachvolleybalschool te Hoevenen.

## Palmares beachvolleybal
- 7x Belgisch Kampioen
- 9e plaats WK 2009 samen met Liesbeth Mouha
- English Masters 2009 samen met Liesbeth Mouha
- 5e plaats EK 2008 samen met Liesbeth Mouha
- 9e plaats Olympische Spelen 2008 samen met Liesbeth Mouha
- Challenger Cyprus 2006 met Liesbeth Mouha
- 13e plaats EK 2006 samen met Liesbeth Mouha